# Мишівка
Миші́вка (Sicista Gray, 1827) — єдиний рід ссавців з родини Sminthidae надродини стрибакуватих (Dipodoidea).

## Опис
Мишівки — дрібні переважно комахоїдні гризуни. Улюбленою їх поживою є метелики, коники, личинки комах. В неволі добре поїдають личинок борошняного жука. Мишівки є зимосплячими тваринами, і в природі їх знаходять виключно в теплу пору року, від березня до жовтня.
Волосяний покрив відіграє важливу роль у адаптації ссавців до навколишнього середовища. У Sicista спинні смуги є лише у низинних видів (S. betulina, S. strandi) і відсутні у всіх гірських видів.

## Систематика

### Родина Мишівкові
Місце родини часто дискутується. Найчастіше визнають родинний рівень відокремленості, проте у зв'язку з систематичними ревізіями стрибакуватих її місце нерідко занижують до рівня підродини (Sicistinae) в межах родини стрибакові (Dipodidae). У літературі щодо фауни України мишівок нерідко розглядають як окрему родину Sicistidae Weber, 1928.
Існує декілька синонімів родини:
- Sminthi (Brandt, 1855)
- Sminthinae (Murray, 1866)
- Sminthidae (Schulze, 1890)
- Lophocricetinae (Savinov, 1970)

### Рід Мишівка
Рід виділив в окрему групу Джон Едвард Ґрей в 1827 році. Пізніше його виділяли й інші науковці, тому він має синоніми:
- Sminthus (Nordmann, 1840)
- Clonomys (Thilesius, 1850)

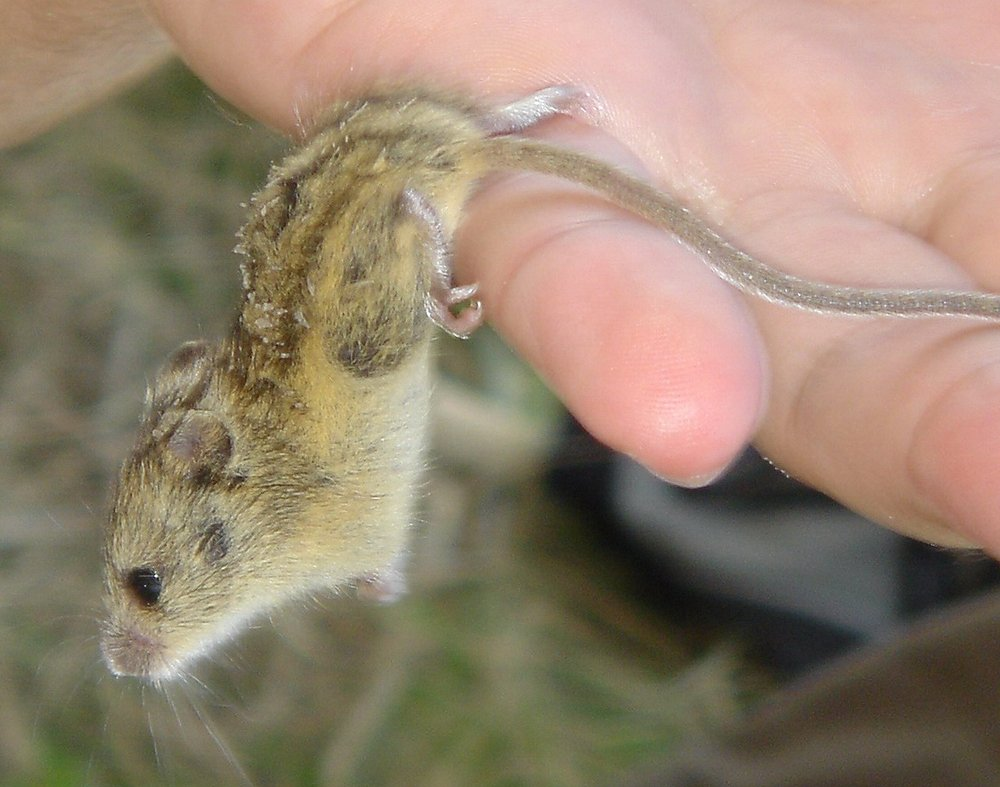

Серед мишівок знайдено чимало видів-двійників, які майже не розрізняються за морфологією, проте мають відмінності у хромосомних наборах та відрізняються особливостями географічного поширення. У сучасній фауні рід представлений 14–19 видами:
група «betulina» (лісові)
- Мишівка лісова (Sicista betulina) — є у фауні України
- Мишівка донська (Sicista strandi) — є у фауні України

група «subtilis» (степові)
- Мишівка південна (Sicista loriger) — є у фауні України
- Мишівка степова (Sicista subtilis)
- пропонується: Sicista cimlanica
- пропонується: Sicista trizona
- Мишівка темна (Sicista severtzovi) — є у фауні України

група «caucasica» (одноколірні)
- Sicista armenica
- Sicista caucasica
- Sicista kazbegica
- Sicista kluchorica

група «napaea» (азійські)
- Sicista caudata
- Sicista concolor
- Sicista napaea — мишівка алтайська
- Sicista pseudonapaea
- Sicista tianshanica
- пропонується: Sicista zhetysuica

Крім того у публікації 2021 року пропонується ще два види мишівок: Sicista terskeica (типова місцевість — у Киргизстані) і Sicista talgarica (типова місцевість — у Казахстані)

## Поширення
У фауні України мишівки представлені лише чотирма видами:
- Sicista betulina (Pallas, 1779) — мишівка лісова (відомий також як S. montana)
- Sicista strandi (Formosov, 1931) — мишівка донська
- Sicista subtilis  (Pallas, 1773) — мишівка південна (відомий також як S. loriger Nathusius, 1840)
- Sicista severtzovi (Ognev, 1935) — мишівка темна

Ці види формують мало відмінні пари, в яких види географічно заміщують один одного (тобто є вікарними; цифри — число хромосом, виявлене в популяціях з України):
- група лісових мишівок — Sicista betulina (2n=32) — Sicista strandi (2n=44);
- група степових мишівок — Sicista subtilis (2n=26) — Sicista severtzovi (2n=18).

До 1936 року всіх мишівок фауни України відносили до єдиного виду Sicista nordmanni, надалі поділеного на степових Sicista subtilis та лісових Sicista betulina (s. l.). Значний прогрес у виявленні нових для фауни України видів досягнуто після описів S. strandii та S. severtzovi з території суміжних регіонів РФ, завдяки залученню цитогенетичних підходів і дякуючи дослідницьким талантам Олександра Кондратенка, який зумів розшукати і відловити живцем потрібні для аналізу зразки, а також дослідив деякі особливості утримання цих гризунів у неволі.
Всі українські види мишівок рідкісні і внесені до Червоної книги України (2009).